# Distrito de Llalli
El distrito peruano de Llalli es uno de los 9 distritos que conforman la provincia de Melgar, ubicada en el departamento de Puno, en el sudeste Perú.
Desde el punto de vista jerárquico de la Iglesia católica forma parte de la Prelatura de Ayaviri en la Arquidiócesis de Arequipa.

## Demografía
La población estimada en el año 2000 es de 3 058 habitantes.
El distrito de Llalli limita: 
- Al norte: con el Distrito de Cupi, provincia de Melgar 
- Al sur: con el Distrito de Ocuviri , provincia de Lampa
- Al este: con el Distrito de Cupi, provincia de Melgar 
- Al oeste: con Cusco

## Historia
En 1925 se cambió el nombre de Provincia de Ayaviri por el de Provincia de Melgar en honor del prócer Mariano Melgar Valdiviezo quien ofrendó su vida en aras de la independencia del Perú en la Batalla de Umachiri.

## Patrimonio
Iglesia parroquial católica de Nuestra Señora de las Nieves.

## Autoridades

### Municipales
- 2023 - 2026[5]
  - Alcalde:Edwing German Diaz Ccorimanya, del Movimiento de Integración por el Desarrollo Regional.
  - Regidores:

  1. Miguel Condori Mojo (Movimiento de Integración por el Desarrollo Regional)
  2. Patricia Otazu Surco Otazu (Movimiento de Integración por el Desarrollo Regional)
  3. Juvenal Alejandro de la Cruz Peña (Movimiento de Integración por el Desarrollo Regional)
  4. Sonia Choquehuayta Ordoñez (Movimiento de Integración por el Desarrollo Regional)
  5. Emilio Lopez Huaynacho (Reforma y Honradez por mas Obras)